# Ibn Daqiq al-Eid
Taḳī al-Dīn Abū 'l-Fatḥ Muḥammad b. ʿAlī b. Wahb b. Mutīʿ b. Abi 'l-Ṭāʿa, communément appelé Ibn Daqiq al-'Id ( arabe : ابن دقيق العيد) né en 1228 et mort en 1302, était un érudit égyptien sunnite , originaire de la ville de Qûs. Il est largement considéré comme l'un des plus grands érudits de l'Islam dans l'étude des principes fondamentaux de la Charia.
Il était en son temps la principale autorité de l'école juridique shafi'ite,. Il était un éminent juriste avec plusieurs ouvrages majeurs de droit à son actif. et il disposait également d'une très bonne maîtrise de la science du hadith. Il était d'ailleurs un muhaddith reconnu et un écrivain prolifique sur les hadiths. Il était connu comme le principal traditionniste de son époque et on prétend qu'il était « l'érudit du hadith le plus respecté au XIIIe siècle » ,.
Bien qu'Ibn Daqiq al-'Id ait appris la jurisprudence Shafi'i sous l'enseignement d'Ibn' Abd al-Salam, il connaissait également bien le fiqh Maliki. Il a été cadi en chef de l'école Shafi'i en Égypte. Il était considéré à son époque comme un juge très estimé et pieux. Il excellait dans de nombreuses sciences islamiques et était une autorité en langue arabe et théologie scolastique. Il était également connu pour ses grandes compétences en poésie, oratoire et en littérature. Selon Taqi al-Din al-Subki (en), il y avait un consensus parmi les musulmans sur le fait qu'Ibn Daqiq al-'Id « était un mujtahid mutlaq (ar) ». ( mujtahid absolu/autonome) avec une connaissance complète des sciences juridiques.

## Nom
Il a hérité du nom « Ibn Daqiq al-'Id » de son grand-père, qui aurait aimé porter un turban blanc éclatant, aussi blanc que la farine utilisée pour faire des pâtisseries, pendant la fête de l'Aïd. Par la suite, le nom fut transféré à son fils puis à l'imam Taqi al-Din Muhammad ibn 'Ali ibn Wahb, fréquemment appelé Ibn Daqiq al-'Id.

## Biographie

### Naissance
Ibn Daqiq est né à Yanbu dans le Hidjaz (et non pas en Basse-Égypte comme l'indique Brockelmann) en juillet 1228, au sein de la tribu arabe des Banu Qushayr,. D'après d'autres sources, il serait né sur un bateau en route vers le hedjaz afin d'accomplir le Hajj.
Il est le fils du Cheikh Majd Ad-Dîn Abû Al-Hasan `Alî Ibn Wahb, savant réputé pour sa maitrise de la jurisprudence islamique et de la science du hadith.

### Éducation
Il a assisté à plusieurs Halaqa (en) (cercles de savoir religieux visant à étudier les sciences religieuses ou le Coran) dans la ville de Qûs après avoir appris le Coran par cœur lorsqu'il était jeune. Son père l'a initialement formé à l'école de jurisprudence Malikite mais il poursuivit sa formation en suivant l'enseignement de  Cheikh Al-Baha 'Al-Qifti, qui fut lui même l'élève du père d'Ibn Daqiq. Aux côtés du cheikh Mohammad Abu Al-Fadl Al-Mursi, il a également étudié l'arabe. Afin de poursuivre ses études, il a ensuite déménagé au Caire et a étudié auprès de l'imam Izz al-Din ibn 'Abd al-Salam, connu sous le nom de « Sultanul Ulama [littéralement le sultan des savants ». De ce dernier, il a étudié les lois et les fondements de la jurisprudence Shafi'i, et l'Imam Izz al-Din 'Ibn 'Abd al-Salam l'a encadré jusqu'au jour de sa mort en 1262. En plus de cela, il a étudié de manière approfondie les hadiths auprès de l'érudit spécialiste des hadiths, al-Mundhiri et a maîtrisé la science sous sa direction. Après cela, il s'est rendu en 1261 à Damas pour étudier davantage les hadiths auprès des savants de cette ville avant de finalement retourner en Égypte et de s'installer à Qûs, la ville de sa jeunesse.

## Vie savante

### Enseignement
Conformément à l'école malikite, il a été nommé juge à son retour à Qûs, à l'âge de 37 ans. Il ne conserva cependant que peu de temps ce poste avant de le quitter et de retourner au Caire. Là bas, il commença à  à enseigner les traditions prophétiques à Dar al Hadith (littéralement: la maison du Hadîth) Al-Kamiliyyah, une école fondée en 1224 par le sultan Al-Kamil.
Sa maîtrise du Hadith fut rapidement reconnue et il reçut le titre de « Cheikh de Dar Al Hadith », qui est la plus haute distinction décernée par cette institution spéciale. Il était réputé pour sa minutie et sa rigueur, enquêtant continuellement sur les chaînes de transmission entre les hadiths.
Plus tard, il est devenu professeur de droit à l'école Nasiriyyah de Salahuddin Al-Ayubi, qui a été construite près du mausolée de l'imam al-Shafi'i et servait principalement à l'école Shafi'i. En raison de sa maîtrise des facultés de droit Shafi'i et Maliki, il a été invité à enseigner les deux rites, malékites et chaféites à la Madrasah Fadiliyyah, un établissement distingué où enseignait également al-Qurtubi.

### Grand cadi
C'est à la suite de la mort du Cadi Ibn Bint Al-A`azz en 1296 que le sultan Al-Mansûr Husam ad-Dîn Lajin lui offre la place de grand cadi de la ville. Durant cette période, Ibn Daqiq se forgea la réputation d'être un juge neutre et honnête. Lors d'un procès sur une question d'héritage, il n'a pas tenu compte du témoignage du secrétaire du sultanat, Monkutmar, déclarant qu'il n'était pas un homme digne de confiance dans un procès en matière de succession. En réponse, Montkumar envoya un certain nombre d'émissaires pour persuader Ibn Daqiq de croire son récit. Ibn Daqiq a finalement démissionné à cause la pression exercée par Monkutmar. Pour autant, le sultan lui demanda de bien vouloir reprendre ses fonctions, tout en intimant à son secrétaire de cesser ses intimidations. C'est ainsi qu'Ibn Daqiq repris son poste de Cadi.
Il a créé le premier orphelinat d'Egypte, en mettant un place un centre dédié au soin et à l'éducation des orphelins et à l'administration et la supervision de leurs biens.
Il s'opposa au sultan An-Nâsir Muhammad ben Qalâ'ûn, qui souhaitait lever un impôt supplémentaire afin de soutenir l'effort militaire. Ibn Daqiq refusa en avançant le fait que cette pratique n'est permise que si les nobles ont eux-mêmes dépensé l'intégralité de leur fortune pour soutenir l'effort de guerre.

### Étudiants
Ibn Daqiq al-'Id a enseigné la science du hadith et le fiqh à toute une génération d'érudits,,,:
- Ibn al-Rif'ah (en)
- Ibn Jamil al-Ruba'i
- Abou Hayyan al-Gharnati
- Kamal al-Din al-Adfawi
- Al-Mizzi
- Ibn Sayyid al-Nas (en)
- Al-Dhahabi
- al-Nuwayri
- Taqi al-Din al-Subki (en)

## Mort
Ibn Daqiq est décédé vendredi, le onzième jour de Safar, en l'an 702 de l'hégire (en l'an 1302 du calendrier grégorien), et a été enterré au pied de Mokattam, à l'est du Caire. Ce jour fut considéré comme un jour de deuil au Caire et des prières étaient accomplies pour lui. Ses funérailles se sont déroulées en présence des membres royaux du sultanat et d'un grand rassemblement de la nation égyptienne. Ibn Daqiq a laissé de nombreux ouvrages sur le hadith et les sciences de la jurisprudence, encore étudiés et mobilisés. Son commentaire des 40 Hadiths d'Al-Nawawi est encore un référence en sciences islamiques.

## Postérité
Ibn Sayyid al-Nas, érudit Zahiri spécialiste du hadtih, a déclaré : « Je n’ai vu personne comme lui chez quiconque que j’ai vu, et je n’ai entendu personne de plus haut placé que lui dans ce que j’ai vu et raconté. Il était un collectionneur de sciences et un expert dans leurs arts. Il était supérieur à ses pairs dans la connaissance des raisons du hadith et était seul à son époque dans cet art précieux.
Il est considéré par les savants comme le savant rénovateur du 7e siècle de l'hégire, annoncé dans la tradition prophétique,.

## Travaux
Au cours de sa vie, Ibn Daqiq a écrit de nombreux livres sur diverses sciences religieuses, parmi les plus célèbres de ces livres figurent:

### Hadith
- Al-Iqtirah fi Ma'rifat Al-Istilah, il s'agit d'une introduction concise et populaire à la science des hadiths qui consiste essentiellement en un guide terminologique. Dans ce document, Ibn Daqiq fait une présentation générale de la science du hadith en passant par les catégories de narrateurs de hadith, de la qualité de l'audition, de la tradition et de la définition du hadith qui est convenue par l'ensemble des savants[16].
- Al-Ilma` al-Jami` fi Hadith al-Ahkam, en deux volumes, et c'est l'un des plus grands ouvrages écrits dans son domaine. Ce  livre contient une « collection » de hadiths liés aux commandements. Ibn Taymiyyah appelait ce livre Kitab al-Islam et disait : « Aucun livre comme celui-ci n'a été écrit. » Compte tenu de l’importance de ce livre, de nombreux spécialistes du hadith ont écrit des commentaires à son sujet[17].
- Al-Naam Sharh al-Al-Maam, c'est le premier et le meilleur commentaire de son propre ouvrage al-Ilma` al-Jami` fi Hadith al-Ahkam . Selon Ibn Hajar al-Asqalani, il compte plus de 20 volumes [17].
- Sharh Arba'een Nawawi, un commentaire populaire sur les quarante hadiths d'al-Nawawi. Son commentaire est devenu si populaire qu’il est pratiquement impossible pour un érudit d’écrire un livre sérieux sur les quarante hadiths sans citer Ibn-Daqiq[18].

### Fiqh et Usul al-Fiqh
- Sharh Khulasat al-Zubaydi fi al-Fiqh al-Shafi'i (« Explication du résumé d'Al-Zubaydi sur la jurisprudence Shafi'i »)
- Sharh Mukhtasar Ibn al-Hajib fi al-Fiqh al-Malkii (« Explication du résumé d'Ibn al-Hajib sur la jurisprudence Maliki »)
- Sharh Muqadimat al-Matrazi fi 'Usul al-Fiqh (« Explication de l'introduction d'Al-Matrazi aux principes de la jurisprudence »)